# Trojanówka (Bednarówka)
Trojanówka (ukr. Троянівка) – dawniej samodzielna wieś na Ukrainie w rejonie czortkowskim należącym do obwodu tarnopolskiego. Od 1958 roku znajduje się w granicach wsi Bednarówka, stanowiąc jej zachodnią, nie położoną bezpośrenio nad Zbruczem, część.

## Historia
Trojanówka to dawniej samodzielna wieś, która w połowie XIX w. stanowiła odrębną w gminę jednostkową w Bezirk Husiatyn Królestwa Galicji i Lodomerii (173 mieszkańców w 1854 roku). Następnie zniesiona i połączona w jedną gminę z Suchodołem.
W międzywojniu w II RP. 1 sierpnia 1934 r. w ramach reformy na podstawie ustawy scaleniowej weszła w skład nowej zbiorowej gminy Husiatyn, gdzie we wrześniu 1934 wraz z Bednarówką utwotrzyła gromadę Trojanówka.
Po II wojnie światowej włączona w struktury ZSRR. W 1958 roku chutor Trojanówka połączono z Bednarówką w jedną wieś. Współczesna wieś Bednarówka leży właściwie w miejscu po dawnej wsi Trojanówka, natomiast miejsce historycznej wsi Bednarówka nad Zbruczem jest obecnie bardzo słabo zabudowana.